# Llista de muntanyes de la Plana d'Utiel
Llista de muntanyes a la comarca de la Plana d'Utiel, al País Valencià.
| Nom                   | Altura   | Municipi                | Unitat de relleu       | Coordenades                                            | Foto |
| --------------------- | -------- | ----------------------- | ---------------------- | ------------------------------------------------------ | ---- |
| Pico del Remedio      | 1.306 m. | Utiel                   | Serra del Negrete      | 39° 37′ 49″ N, 1° 07′ 52″ O / 39.6301588°N,1.1312428°O |      |
| el Picarcho           | 1.300 m. | Sinarques               | Serra de Mira          | 39° 50′ 00″ N, 1° 12′ 38″ O / 39.83337°N,1.210573°O    |      |
| Pico del Tejo         | 1.248 m. | Requena                 | Serra del Tejo         | 39° 31′ 08″ N, 0° 59′ 17″ O / 39.518888°N,0.9879913°O  |      |
| Cerro Chico           | 1.221 m. | Requena                 | Serra del Negrete      | 39° 40′ 03″ N, 1° 09′ 37″ O / 39.667474°N,1.1602643°O  |      |
| Cinco Pinos           | 1.177 m. | Requena                 | Serra del Negrete      | 39° 35′ 01″ N, 1° 00′ 52″ O / 39.5836923°N,1.0143267°O |      |
| Cinco Pinos           | 1.177 m. | Chera                   | Serra del Negrete      | 39° 35′ 01″ N, 1° 00′ 52″ O / 39.5836923°N,1.0143267°O |      |
| Pico de Juan Navarro  | 1.154 m. | Requena                 | Serra del Negrete      | 39° 34′ 47″ N, 1° 06′ 33″ O / 39.5798251°N,1.1092773°O |      |
| Pico de Ropé          | 1.140 m. | Xera                    | Serra del Negrete      | 39° 37′ 16″ N, 0° 58′ 47″ O / 39.6212414°N,0.9798°O    |      |
| Cerro de Cardete      | 1.128 m. | Camporrobles            | Serra de la Bicuerca   | 39° 38′ 32″ N, 1° 21′ 01″ O / 39.6422161°N,1.3502201°O |      |
| el Molón              | 1.127 m. | Camporrobles            | Serra de Mira          | 39° 39′ 59″ N, 1° 23′ 52″ O / 39.6663475°N,1.3976469°O |      |
| Cabeza del Fraile     | 1.123 m. | Utiel                   | Serra del Negrete      | 39° 40′ 00″ N, 1° 13′ 18″ O / 39.6667891°N,1.221591°O  |      |
| Alto del Burgal       | 1.118 m. | Xera                    | Serra de Santa Maria   | 39° 33′ 10″ N, 0° 56′ 09″ O / 39.5527952°N,0.9359107°O |      |
| Pico de la Bicuerca   | 1.117 m. | Fuenterrobles           | Serra de la Bicuerca   | 39° 36′ 02″ N, 1° 20′ 08″ O / 39.600602°N,1.3354883°O  |      |
| Pico de la Bicuerca   | 1.117 m. | Utiel                   | Serra de la Bicuerca   | 39° 36′ 02″ N, 1° 20′ 08″ O / 39.600602°N,1.3354883°O  |      |
| Cerro de las Majuelas | 1.109 m. | Camporrobles            | Serra de la Bicuerca   | 39° 36′ 52″ N, 1° 20′ 34″ O / 39.6143806°N,1.3426522°O |      |
| Cerro de las Majuelas | 1.109 m. | Fuenterrobles           | Serra de la Bicuerca   | 39° 36′ 52″ N, 1° 20′ 34″ O / 39.6143806°N,1.3426522°O |      |
| Cerro de las Majuelas | 1.109 m. | Utiel                   | Serra de la Bicuerca   | 39° 36′ 52″ N, 1° 20′ 34″ O / 39.6143806°N,1.3426522°O |      |
| Cerro de Carpio       | 1.049 m. | Sinarques               |                        | 39° 43′ 32″ N, 1° 13′ 05″ O / 39.7254601°N,1.2179555°O |      |
| Moluengo              | 1.038 m. | Villargordo del Cabriel | Serra de Rubial        | 39° 29′ 17″ N, 1° 26′ 43″ O / 39.4881383°N,1.445196°O  |      |
| Moluengo              | 1.038 m. | Venta del Moro          | Serra de Rubial        | 39° 29′ 17″ N, 1° 26′ 43″ O / 39.4881383°N,1.445196°O  |      |
| la Piñarona           | 1.028 m. | Camporrobles            |                        | 39° 36′ 31″ N, 1° 24′ 03″ O / 39.6085655°N,1.4007479°O |      |
| la Piñarona           | 1.028 m. | Fuenterrobles           |                        | 39° 36′ 31″ N, 1° 24′ 03″ O / 39.6085655°N,1.4007479°O |      |
| Cerro Pelado          | 1.021 m. | Fuenterrobles           |                        | 9° 36′ 26″ N, 1° 24′ 13″ O / 9.6073432°N,1.4035195°O   |      |
| Cerro Pelado          | 1.021 m. | Camporrobles            |                        | 9° 36′ 26″ N, 1° 24′ 13″ O / 9.6073432°N,1.4035195°O   |      |
| Valdesierras          | 972 m.   | Sinarques               |                        | 39° 45′ 20″ N, 1° 07′ 31″ O / 39.755661°N,1.125401°O   |      |
| el Montote            | 964 m.   | Requena                 | Serra de las Cabrillas | 39° 27′ 02″ N, 1° 02′ 11″ O / 39.4506597°N,1.0364062°O |      |
| la Garita             | 869 m.   | Sinarques               | Serra de Mira          | 39° 46′ 33″ N, 1° 14′ 41″ O / 39.7759315°N,1.2447606°O |      |
| Talaia de Caudete     | 856 m.   | Caudete de las Fuentes  |                        | 39° 32′ 51″ N, 1° 16′ 55″ O / 39.5475471°N,1.2819778°O |      |
| el Pico del Águila    | 847 m.   | Camporrobles            |                        | 39° 34′ 37″ N, 1° 27′ 43″ O / 39.5768627°N,1.4618348°O |      |
| Puntal de Butaro      | 716 m.   | Requena                 |                        | 39° 18′ 56″ N, 1° 03′ 34″ O / 39.3156096°N,1.0594125°O |      |
| Cerro del Asno        | 692 m.   | Requena                 |                        | 39° 22′ 21″ N, 1° 11′ 38″ O / 39.3726074°N,1.1939125°O |      |
| Cabeza del Fraile     | 685 m.   | Requena                 |                        | 39° 24′ 20″ N, 1° 19′ 36″ O / 39.4055032°N,1.3265638°O |      |